# Canadá nos Jogos Olímpicos de Verão de 1988
O Canadá participou dos Jogos Olímpicos de Verão de 1988 em Seul, na Coreia do Sul. Conquistou três medalhas de ouro, duas de prata e cinco de bronze, somando dez no total. Ficou na décima nona posição no ranking geral.